# Alhambra (настільна гра)
Alhambra (укр. Альгамбра) — настільна гра, заснована на розміщенні плиток, в стилі німецьких настільних ігор, розроблена Дірком Генном. Гра була вперше видана в Німеччині компанією Queen Games у версії, незалежній від мови; англійська версія була випущена в Північній Америці компанією Überplay, яка згодом припинила діяльність. Гра тематично пов'язана з мусульманським світом і присвячена будівництву палацу Альгамбра в XIV столітті в Гранаді. Це оновлення гри 1998 року Stimmt So!, присвяченої торгівлі акціями, яка своєю чергою була оновленою версією гри 1992 року про вплив мафії Al Capone. Оригінальна версія гри згодом була випущена як Альгамбра: Карткова гра. Після випуску Альгамбра отримала численні нагороди, включаючи Spiel des Jahres. Успіх гри привів до створення численних доповнень та спінофів, і вона стала флагманською франшизою Queen Games.

## Ігровий процес
Гра складається з колоди «карт валют» різної вартості у чотирьох валютах (мастях) та мішка з «будівельними плитками» різної ціни, а також кількох дощок (ринок валют, ринок будівель, резервна дошка для кожного гравця та трек підрахунку очок). Шість плиток є «фонтанами»; одна надається кожному гравцю, щоб створити початкову точку їхнього палацу, або «Альгамбри», а решта плиток поміщаються в мішок. Кожен гравець отримує карти валют доти, доки загальна вартість карт у руці не перевищить двадцяти. Решта карт валют розподіляються на п'ять стопок, у другу і четверту стопки вставляються спеціальні карти підрахунку очок. Потім ці п'ять стопок викладаються в певному порядку, щоб сформувати колоду валют. Чотири карти валют витягуються і кладуться обличчям догори для формування валютного ринку, а чотири будівельні плитки — для формування будівельного ринку. Перший хід робить гравець, у якого найменше карт валют у руці; якщо таких гравців кілька, то перший хід робить той, у кого менша загальна вартість карт валют.
Гравці по черзі виконують одну з таких дій:
- Взяти карти валют з валютного ринку — або одну карту будь-якої вартості, або кілька карт загальною вартістю п'ять або менше.
- Купити будівельні плитки на будівельному ринку — відкинувши карти валют загальною вартістю, що дорівнює вартості плитки або перевищує її. Кожен простір на будівельному ринку має тип валюти, що відповідає плитці; усі карти, які гравець відкидає, повинні бути тієї ж валюти, оскільки кожен будівельник хоче бути оплаченим своєю валютою. Якщо вартість карт точно дорівнює вартості плитки, гравець може виконати ще одну дію протягом свого ходу.
- Перепланування своєї Альгамбри — переміщення будівельної плитки з резервної дошки на Альгамбру або з Альгамбри на резервну дошку, або обмін плитки з резерву на плитку в Альгамбрі.

Наприкінці ходу гравець повинен додати плитки, куплені протягом цього ходу, до своєї Альгамбри або помістити їх на свою резервну дошку. Валютні карти та будівельні плитки додаються на ринок за необхідністю.

## Доповнення
Завдяки популярності оригінальної гри станом на 2013 рік було випущено шість доповнень, кожне з яких додає чотири модулі до гри. Ці модулі можна використовувати разом або окремо, і їх можна комбінувати з різних доповнень.

## Спінофи
Успіх гри Альгамбра призвів до створення інших ігор у тому ж тематичному середовищі:
- Сади Альгамбри (Die Gärten der Alhambra, 2004) — оновлена версія гри Карат.
- Альгамбра: Гра в кубики (Alhambra: Das Würfelspiel, 2006) — гра, заснована на киданні кубиків, подібна до Ятзі.

### Відеогра
Розроблялася відеогра для Xbox 360 через Xbox Live Arcade, проте була скасована через «непередбачені труднощі».

## Нагороди
Гра Альгамбра отримала кілька нагород, включаючи Spiel des Jahres та Schweizer Spielepreis.